# Казанская церковь (Саратов)
Каза́нская це́рковь (ранее известная как Ново-Казанская) — действующая православная церковь в микрорайоне Улеши в Саратове.

## История
Кузьма Петров-Водкин с товарищами по МУЖВЗ — Павлом Кузнецовым и Петром Уткиным, в августе 1902 года выезжал в Саратов расписывать церковь Казанской Божией Матери (в 1904 году эти росписи были уничтожены по решению окружного суда как неканонические).
Церковь была  освящена 16 октября 1905 года епископом Саратовским и Вольским Гермогеном. Сразу же в церковь был доставлен список Казанской иконы Божией матери. Церковь была деревянная и обложена снаружи кирпичом, а при церкви была колокольня, также деревянная. По состоянию на 1912 год, церковь была крепкая и тёплая. Единственный престол в церкви был освящён во имя иконы Казанской Божией матери. В приходе церкви было 273 дома, 608 прихожан-мужчин и 622 женщины. При церкви имелась церковно-приходская школа.
В 1920-е было принято решение о закрытии церкви. Прихожане выступили против этого и собрали 130 подписей против закрытия (все подписавшиеся были рабочими, жившими в слободке), и в 1923 году было создано зарегистрированное в Губисполкоме «Православное Христианское общество при Ново-Казанской церкви в Солдатской слободке г. Саратова», но, несмотря на это, в том же году храм был закрыт. В 1928 году кувалдами и ломами был разбит фарфоровый иконостас церкви. Затем был уничтожен купол и снесена ажурная колокольня. В перестроенном здании церкви располагался детский сад болто-заклёпочного завода (детский сад № 20).
Впоследствии 10 декабря 1994 года, здание вернули верующим, а 3 апреля 1999 года — освятили. В 2003 году был установлен малый купол над алтарём. Реставрация церкви продолжается по настоящее время.